# Championnat d'Autriche féminin de football 1987-1988
Navigation
Édition précédente Édition suivante
La saison 1987-1988 du Championnat d'Autriche féminin de football (Österreichische Fußball-Frauenmeisterschaft) est la dix-neuvième saison du championnat.
Cette saison avec deux promotions le championnat passe à 10 équipes.

## Organisation
La compétition se déroule en mode championnat, chaque équipe joue deux fois contre chaque équipe adverse participante, une fois à domicile et une fois à l'extérieur.

## Compétition
Une victoire = 2 points, un match nul = 1 point.

### Classement
| Rang | Équipe                        | Pts | J  | G  | N | P  | Bp | Bc  | Diff |
| ---- | ----------------------------- | --- | -- | -- | - | -- | -- | --- | ---- |
| 1    | USC Landhaus C                | 31  | 18 | 15 | 1 | 2  | 77 | 15  | +62  |
| 2    | Union Kleinmünchen            | 29  | 18 | 13 | 3 | 2  | 76 | 21  | +55  |
| 3    | SC Brunn am Gebirge (de)      | 27  | 18 | 13 | 1 | 4  | 65 | 21  | +44  |
| 4    | 1. DFC Leoben                 | 25  | 18 | 11 | 3 | 4  | 62 | 24  | +38  |
| 5    | ESV Stadlau/Kaisermühlen      | 22  | 18 | 10 | 2 | 6  | 45 | 27  | +18  |
| 6    | DFC Ostbahn XI                | 21  | 18 | 8  | 5 | 5  | 64 | 33  | +31  |
| 7    | DFC Heidenreichstein P        | 11  | 18 | 5  | 1 | 11 | 31 | 54  | -23  |
| 8    | LUV Graz Damen                | 6   | 18 | 3  | 0 | 15 | 36 | 72  | -36  |
| 9    | DFC St. Peter am Ottersbach P | 6   | 18 | 2  | 2 | 14 | 16 | 69  | -53  |
| 10   | Wiener Berufsschulen CA       | 2   | 18 | 0  | 2 | 16 | 8  | 144 | -136 |

| Légende : Qualifications et relégations | Légende : Qualifications et relégations                            |
| --------------------------------------- | ------------------------------------------------------------------ |
|                                         | Champion d'Autriche                                                |
|                                         | Relégué en deuxième division                                       |
|                                         | T : Tenant du titre P : Promu C : Vainqueur de la Coupe d'Autriche |